# Пастухов, Геннадий Фёдорович
Геннадий Фёдорович Пастухов (1921—2004) — командир звена 525-го штурмового авиационного полка 227-й штурмовой авиационной дивизии 8-го штурмового авиационного корпуса 8-й воздушной армии 4-го Украинского фронта, старший лейтенант. Герой Советского Союза (1946).

## Биография
Родился 4 марта 1921 года в городе Вичуга Ивановской области в семье рабочего. Русский. Член КПСС с 1943 года. Окончил 7 классов, работал слесарем по ремонту ткацких станков на Вичугском текстильном комбинате.
В 1941 году призван в ряды Красной Армии. В 1943 году окончил Чкаловскую военно-авиационную школу пилотов. В боях Великой Отечественной войны с ноября 1943 года.
К маю 1945 года Г. Ф. Пастухов совершил 149 боевых вылетов на штурмовку эшелонов, аэродромов, скоплений войск противника, нанёс ему большой урон.
Указом Президиума Верховного Совета СССР от 15 мая 1946 года за образцовое выполнение боевых заданий командования на фронте борьбы с немецко-фашистскими захватчиками и проявленные при этом мужество и героизм старшему лейтенанту Пастухову Геннадию Фёдоровичу присвоено звание Героя Советского Союза с вручением ордена Ленина и медали «Золотая Звезда».
После окончания войны Г. Ф. Пастухов продолжал службу в ВВС. В 1949 году окончил Краснодарскую высшую офицерскую школу штурманов ВВС. С 1955 года майор Г. Ф. Пастухов — в запасе. Окончил инженерно-строительный институт, работал архитектором.
Жил в Киеве. Скончался 20 февраля 2004 года. Похоронен в Киеве на Байковом кладбище.

## Награды
- Медаль «Золотая Звезда» Героя Советского Союза;
- орден Ленина;
- два ордена Красного Знамени;
- два ордена Отечественной войны 1-й степени;
- орден Отечественной войны 2-й степени;
- медали.

## Память
Имя Г. Ф. Пастухова увековечено на мемориальной доске выпускникам кинешемского аэроклуба.